# Kunio Maekawa
Kunio Maekawa (前川國男?, Maekawa Kunio; Niigata, 14 maggio 1905 – Tokyo, 26 giugno 1986) è stato uno dei maestri dell'architettura giapponese nel periodo successivo alla seconda guerra mondiale.
Dopo essersi laureato in architettura a Tokyo nel 1928, parte per la Francia dove lavora nello studio di Le Corbusier dal 1928 al 1930, la cui influenza sarà fortissima nei suoi lavori. Di ritorno in Giappone, lavora nello studio di Antonin Raymond fino al 1935.
Nei suoi progetti, spesso realizzati in calcestruzzo, riesce a fondere il modernismo e la tradizione giapponese. Fu maestro di Kenzō Tange che lavorò presso il suo studio per quattro anni. 

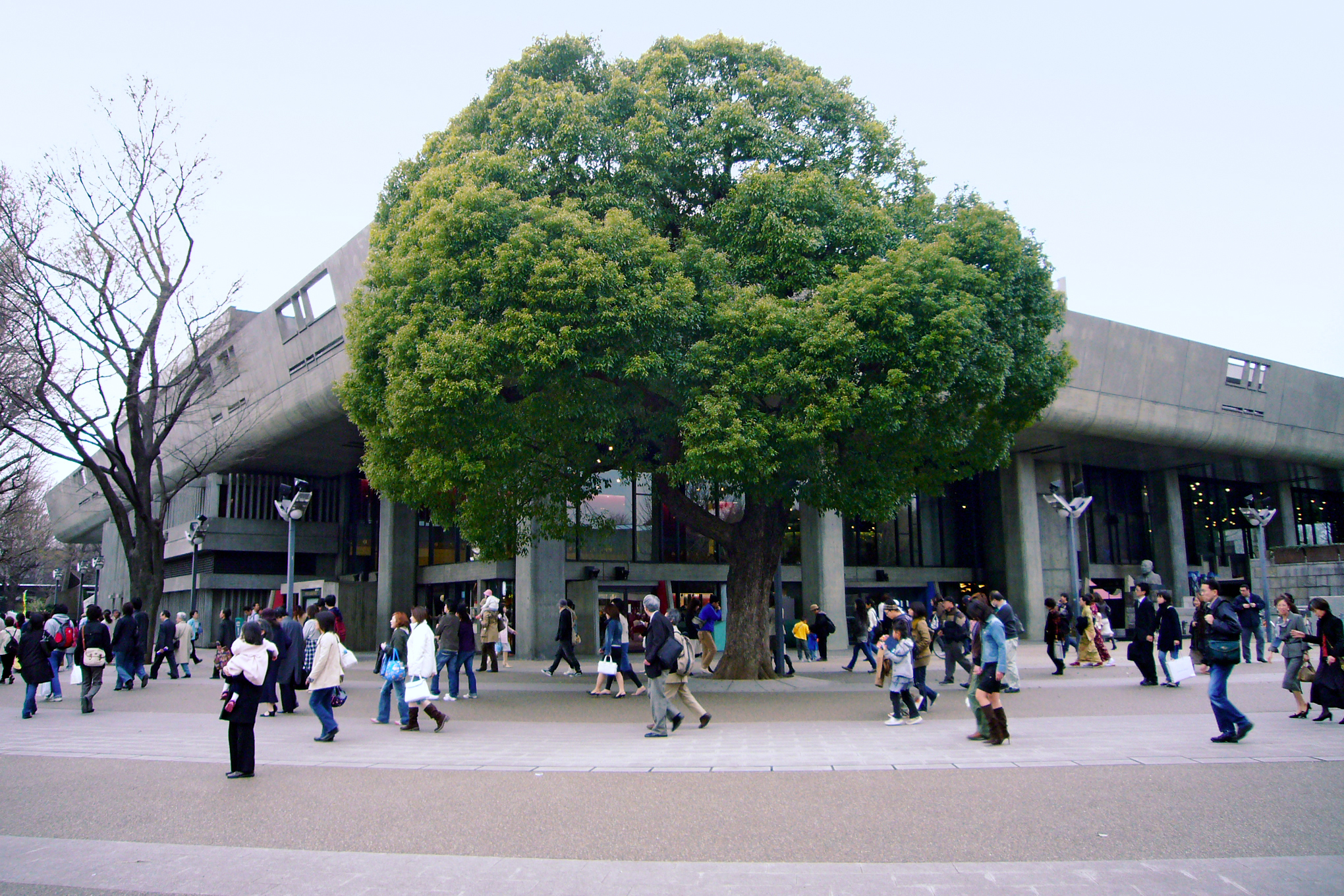
Palazzo del festival a Tokyo

## Principali opere
- 1952: Banca Nihon Sogo a Tokyo
- 1954: Auditorium e biblioteca a Yokohama
- 1957: Harumi Apartments a Tokyo, derivati dall'Unité d'Habitation di Le Corbusier a Marsiglia (Francia)
- 1959: Centro comunitario Setagaya a Tokyo
- 1960: Palazzo del festival a Kyōto
- 1961: Palazzo del festival a Tokyo
- 1961: Università Gakashuin a Tokyo
- 1975: Metropolitan Museum of Art a Tokyo
- 1977: Museo delle Arti Asiatiche a Colonia (Germania)
- 1979: Ampliamento del Museo d'Arte Occidentale a Tokyo